# 歌ブログ
歌ブログ（うたぶろぐ）はGyaOの運営するユーザー参加型コンテンツ。
UGA (カラオケ)もしくはオリジナル曲を歌い、その模様を撮影した映像を投稿できる。
また、これを掲載している。

## 概要
GyaOの運営するユーザー参加型コンテンツ。
UGA (カラオケ)もしくはオリジナル曲を歌い、その模様を撮影した映像を投稿できる。
また、これを掲載している。
参加者は一般人からミュージシャン、タレントなど幅広い。
掲載中の作品にはコメントと項目別採点が可能。
毎月テーマが決められうたブロCUPが開催される。CUPエントリーは任意。

## 投稿方法
- うたブロ登録受付店舗で収録・投稿
- オンライン投稿
- 郵送

## 採点項目・コメント
採点項目
項目別に点数をつけることができる（10点満点）
- うまい
- かわいい
- 染みる
- 渋い
- 元気
- セクシー
- コスプレ
- 笑える
- ものマネ
- 萌える

コメント
全角400字までのコメントが書ける。スタッフの閲覧後に反映される。
他サイトのURLが書かれたコメントは内容によらず削除対象となる。

## 殿堂入り投稿者
- Rie（とちぎ和牛）
- なみへい

## うたブロCUP
毎月テーマが決められうたブロCUPが開催される。CUPエントリーは任意。

## イベント
- アーティストオーディション（2007/10）
- うたブロ×ジョッキー　ファン感謝オフ会　（2007/5）
- うたブロ×笑☆勝　笑ったもん勝ち！LIVE　（2007/8）